# Ezeritai

Mappa del Peloponneso durante il Medioevo.

Gli Ezeritai (in greco Ἐζερῖται?) erano una tribù slava che si stabilì nel Peloponneso, nella Grecia meridionale, durante il Medioevo. Nei primi decenni del VII secolo, le tribù slave (Sclaveni) si insediarono in tutta la regione balcanica in seguito al crollo della linea difensiva dell'Impero bizantino lungo il corso del Danubio, con alcuni gruppi che raggiunsero anche il Peloponneso meridionale.
Gli Sclaveni solitamente si stabilivano in piccoli gruppi (cioè famiglie e clan) e il loro impatto demografico nella Grecia continentale era debole e diffuso. Di questi, due gruppi sono noti per nome da fonti successive, gli Ezeritai e i Melingoi, entrambi insediatisi sulle pendici del monte Taigeto.

## Etimologia
Gli Ezeritai si stabilirono apparentemente nella zona conosciuta come Helos (in greco “palude”), da cui deriva il loro nome (in slavo meridionale ezero significa “lago”).

## Storia
Gli Ezeritai sono menzionati nel "De administrando imperio" dell'imperatore bizantino Costantino VII Porfirogenito (r. 945-959), il quale riferisce che essi pagavano un tributo di 300 nomismata d'oro. L'imperatore racconta inoltre che essi si ribellarono, insieme ai Melingoi, durante il regno di Romano I Lecapeno (r. 920-945), ma furono sconfitti dallo stratego Crenita Arotra e costretti a pagare un tributo doppio. Da allora non se ne fa più menzione, tranne che in un riferimento a un vescovado di Ezera nella zona, risalente al 1340.